# Бад-Бернек-ім-Фіхтельгебірге
Бад-Бернек (нім. Bad Berneck) — місто в Німеччині, розташоване в землі Баварія. Підпорядковується адміністративному округу Верхня Франконія. Входить до складу району Байройт.
Площа — 33,58 км2. Населення становить 4384 ос. (станом на 31 грудня 2020).